# Oxyopes tridens
Oxyopes tridens là một loài nhện trong họ Oxyopidae.
Loài này thuộc chi Oxyopes. Oxyopes tridens được George Stewardson Brady miêu tả năm 1964.